# Exmanželka za odměnu
Exmanželka za odměnu (orig. The Bounty Hunter) je americká filmová komedie z roku 2010 režiséra Andyho Tennanta v hlavních rolích s Jennifer Aniston a Gerardem Butlerem. Příběh se zaměřuje na lovce lidí, který je najat, aby dopadl svou bývalou manželku.

## Děj
Milo Boyd, bývalý příslušník NYPD, nyní pracuje jako lovec lidí, který způsobí požár při oslavách 4. července a je zatčen. Milova exmanželka Nicole Hurleyová je investigativní reportérka, která byla zatčena za napadení policisty. Když se má dostavit kvůli tomu k soudu, dostane tip na článek (zdánlivá sebevražda může být ve skutečnosti vraždou) a jde na setkání se svým informátorem. Soudce ji kvůli tomu pošle za mříže. Nicolin informátor Jimmy je ještě před jejím příjezdem unesen. Sid, který ručil za Nicolinu kauci, nabídne Milovi, aby za 5 000 dolarů Nicole dopadl a umožnil její uvěznění. Poté, co se zeptá Nicoliny matky Kitty a s pomocí vlastních vědomostí a Nicoliných zvycích ji Milo najde na závodišti v New Jersey, kde ji chytí, zamkne v kufru svého auta a vydá se s ní na Manhattan. Ani jeden z nich neví, že jsou sledování. Mila sledují dva muži najatí Irene, u které má Milo vysoké dluhy kvůli sázení. Nicole je sledována Earlem Mahlerem, který je spjat s případem, který Nicole vyšetřuje. Oba jsou pak sledování Nicoliným kolegou Stewartem, který je do ní zamilovaný a chce ji zachránit.
Mahler oba potom dožene a pokusí se Nicole zabít, ale oběma se podaří včas uniknout. Mila Nicolina vysvětlení nezajímají, dokud mu neřekne, že dostala informace, které uvádějí, že jejich společný přítel Bobby, Milův kolega od policie, je zapleten do případu, který Nicole vyšetřuje. Milo se rozhodne vyšetřit případ spolu s Nicole.
Pár zjistí, že Earl vlastní tetovací salon v New Jersey, a tak se tam vydají. Náhodou je nejbližším hotelem Cupid's Cabin, kde Nicole a Milo trávili líbánky. Oba k sobě stále něco cítí, ale Nicole zaslechne Milův telefonát se Sidem, ve kterém říká, že se s ní možná v noci vyspí, možná ne, ale každopádně ji dovede do vězení. Rozzuřená Nicole upoutá Mila k posteli a vydá se do tetovacího salonu sama, kde najde Jimmyho a osvobodí ho. Pak je chycena Ireninými muži, kteří stále hledají Mila.
Milo ji osvobodí a zavolá starému příteli od policie, který mu řekne, že Bobby je na cestě do skladu policejních důkazů, který byl přemístěn do nové budovy. Bobby se tam postaví Earlovi, který býval jeho přítelem, ale použil Bobbyho jméno, aby se dostal do skladu a ukradl velké množství konfiskovaných narkotik a peněz. Bobby se rozhodne Earla zatknout, ale Earl vytáhne zbraň a střelí ho. Milo a Nicole tam také dorazí a Milo je napaden. Earl je ale nucen se vzdát, když na něj Nicole namíří zbraní.
Bobby vysvětlí, že ho Earl a muž, který údajně spáchal sebevraždu, využívali k tomu, aby se dostali do skladu. Neměl pro to ale žádný důkaz, a tak si na Earla počkal, aby ho mohl dopadnout. Milo řekne, že by se vše Earlovi mohlo podařit, kdyby nebylo Nicole. Nicole a Milo se k sobě pak vrátí, ale uznají, že někdy musí dát přednost svým zaměstnáním. Aby to dokázal, odvede Milo Nicole na policii a ta se tak další den může účastnit svého slyšení u soudu.
Na cestě z policejního oddělení Milo napadne policistu, který ho předtím urazil, je zatčen a uvězněn do cely vedle Nicole. Tam jí připomene, že mají výročí a měli by tedy trávit čas spolu. Přes mříže si vyznají lásku a políbí se.

## Obsazení
| Jennifer Aniston   | Nicole Hurleyová |
| Gerard Butler      | Milo Boyd        |
| Christine Baranski | Kitty Hurleyová  |
| Jason Sudeikis     | Stewart          |
| Jeff Garlin        | Sid              |
| Coral Anderson     | Ethal            |
| Peter Greene       | Earl Mahler      |
| Dorian Missick     | Bobby Jenkins    |
| Cathy Moriarty     | Irene            |
| Ritchie Coster     | Ray              |

## Ohlas
Film sklidil u kritiky negativní reakce. Server Rotten Tomatoes uvádí na základě 123 recenzí, že pouze 7% kritiků dalo snímku pozitivní hodnocení, uvádí: "Gerard Butler a Jennifer Aniston jsou stejně atraktivní jako vždy, ale scénář Exmanželky za odměnu neví, co s nimi – nebo s pozorností diváků." Server Metacritic dává filmu na základě 31 hodnocení kritiků skóre 22 ze 100. Oproti tomu uživatelé ČSFD hodnotí film průměrně 54 %.
Snímek získal 4 nominace na cenu Zlatá malina a to v kategoriích Nejhorší film, Nejhorší herec (Butler), Nejhorší herečka (Aniston), a Nejhorší filmový pár (Butler a Aniston).